# イオンタウン石川
イオンタウン石川（-いしかわ）は、沖縄県うるま市石川に位置するショッピングセンター。

## 沿革
- 2004年8月8日 - 開店。

## アクセス
- 沖縄自動車道石川インターチェンジから国道329号石川バイパスを南下、「石川」交差点を左折

### 路線バス
- 琉映前バス停下車、徒歩約5分。
  - 22番・名護〜うるま線　（沖縄バス）
  - 48番・石川〜読谷線　（沖縄バス）
  - 75番・石川北谷線　（琉球バス交通）
  - 77番・名護東（辺野古）線　（沖縄バス）
  - 123番・石川空港線　（琉球バス交通）